# Sho Shimoji
Sho Shimoji (下地 奨 Shimoji Sho?), född 2 augusti 1985 i Okinawa prefektur, är en japansk före detta fotbollsspelare.
Shimoji började sin karriär 2008 i Sagan Tosu. Han spelade 41 ligamatcher för klubben.